# 人工卵子
人工卵子（或人造卵子），是一種實驗中的科技，模擬並製作人類或動物的卵子，配合其他人工生殖技術，如人工子宮及人工精子，可達至完全人工及體外繁殖的效果。 